# Harold Fleming
Harold John Fleming (Downton, 29 aprile 1887 – 23 agosto 1955) è stato un calciatore inglese di ruolo attaccante.

## Carriera

### Club
Ha sempre giocato nel campionato inglese.

### Nazionale
Conta 11 presenze e nove reti con la maglia della propria nazionale.

## Palmarès

### Club

#### Competizioni nazionali
- Southern Football League: 2

Swindon Town: 1910-1911, 1913-1914
- Community Shield: 1

Professionisti: 1913